# Mokambo
Mokambo, est une localité du territoire de Sakania, province du Haut-Katanga en république démocratique du Congo. 

## Géographie
La localité est située sur la frontière congo-zambienne à 50 km au nord du chef-lieu territorial Sakania.

## Administration
Localité de 13 847 électeurs recensés en 2018, elle a le statut de commune rurale de moins de 80 000 électeurs, elle compte 7 conseillers municipaux en 2019.

## Population
Le recensement date de 1984,.
| 1984   | 2004   | 2012   |
| ------ | ------ | ------ |
| 11 117 | 20 079 | 23 663 |